# アレックス・バーネット
アレックス・ジェイムズ・バーネット（Alex James Burnett , 1987年7月26日 - ）は、アメリカ合衆国・カリフォルニア州アナハイム出身のプロ野球選手（投手）。右投右打。現在は、フリーエージェント。

## 経歴

### プロ入りとマイナー時代とツインズ時代
2005年にドラフト12巡目でミネソタ・ツインズに入団。
2007年は、傘下Aのベロイト・スナッパーズでプレーした。この年の、ミッドウェストリーグのオールスターゲームに選出された。
2008年は、傘下アドバンスAのレイクランド・フライングタイガースでプレーした。
2009年からリリーフに転向
2010年4月8日のロサンゼルス・エンゼルス・オブ・アナハイム戦でメジャーデビューを果たした。6月5日のオークランド・アスレチックス戦でメジャー初勝利を記録した。

### ブルージェイズ傘下時代
2013年3月29日に、ウェイバーでトロント・ブルージェイズへ移籍した。傘下AAAのバッファロー・バイソンズへ異動となった。4月10日に、キャスパー・ウェルズを40人枠に登録する為、40人枠外となった。

### オリオールズ時代
2013年4月12日に、ウェイバーでボルチモア・オリオールズへ移籍した。傘下AAAのノーフォーク・タイズへ異動となった。4月22日に、メジャーに昇格した。4月24日に、傘下AAAのノーフォーク・タイズに再降格となった。5月9日に、ミゲル・ゴンザレスのDL入りに伴ってメジャーに再昇格した。5月11日に、再降格した。5月14日に、陳偉殷のDL入りに伴って再昇格した。5月18日に、再降格した。5月23日に、ケビン・ゴーズマンのロースターに登録する為に、DFAとなった。

### カブス時代
2013年5月27日に、ウィバーでシカゴ・カブスへ移籍した。5月30日に、傘下AAAのアイオワ・カブスへ異動した。6月1日に、DFAとなった。6月3日に、傘下AAAのアイオワ・カブスへ異動した。

### カブス退団後
2014年は、アメリカン・アソシエーションのスーシティ・エクスプローラーズでプレー。
2015年はリーガ・メヒカーナ・デ・ベイスボルのオアハカ・ウォーリアーズと契約したが7試合の登板で解雇となる。

## 投球スタイル
91～95マイルのシンカーが最も多く、92～96マイルのフォーシーム、83～88マイルのスライダー、75～80マイルのチェンジアップの順に続く。

## 家族
異父弟のティミー・ロビンソンは2012年のMLBドラフト31巡目でミネソタ・ツインズに指名されたが、契約せずに南カリフォルニア大学に進学している。

## 詳細情報

### 年度別投手成績
| 年 度    | 球 団    | 登 板 | 先 発 | 完 投 | 完 封 | 無 四 球 | 勝 利 | 敗 戦 | セ 丨 ブ | ホ 丨 ル ド | 勝 率 | 打 者 | 投 球 回 | 被 安 打 | 被 本 塁 打 | 与 四 球 | 敬 遠 | 与 死 球 | 奪 三 振 | 暴 投 | ボ 丨 ク | 失 点 | 自 責 点 | 防 御 率 | W H I P |
| -------- | -------- | ----- | ----- | ----- | ----- | -------- | ----- | ----- | -------- | ----------- | ----- | ----- | -------- | -------- | ----------- | -------- | ----- | -------- | -------- | ----- | -------- | ----- | -------- | -------- | ------- |
| 2010     | MIN      | 41    | 0     | 0     | 0     | 0        | 2     | 2     | 0        | 2           | .500  | 211   | 47.2     | 52       | 6           | 23       | 3     | 2        | 37       | 2     | 2        | 28    | 28       | 5.29     | 1.57    |
| 2011     | MIN      | 66    | 0     | 0     | 0     | 0        | 2     | 5     | 0        | 10          | .286  | 225   | 50.2     | 50       | 4           | 21       | 1     | 8        | 33       | 2     | 0        | 32    | 31       | 5.51     | 1.40    |
| 2012     | MIN      | 67    | 0     | 0     | 0     | 0        | 4     | 4     | 0        | 10          | .500  | 309   | 71.2     | 71       | 4           | 26       | 5     | 3        | 36       | 6     | 0        | 33    | 28       | 3.52     | 1.35    |
| 2013     | BAL      | 2     | 0     | 0     | 0     | 0        | 0     | 0     | 0        | 0           | ----  | 10    | 1.1      | 4        | 0           | 2        | 0     | 0        | 2        | 0     | 0        | 3     | 3        | 20.25    | 4.50    |
| 2013     | CHC      | 1     | 0     | 0     | 0     | 0        | 0     | 0     | 0        | 0           | ----  | 4     | 1.0      | 1        | 0           | 0        | 0     | 0        | 0        | 0     | 0        | 0     | 0        | 0.00     | 1.00    |
| '13計    | CHC      | 3     | 0     | 0     | 0     | 0        | 0     | 0     | 0        | 0           | ----  | 14    | 2.1      | 5        | 0           | 2        | 0     | 0        | 2        | 0     | 0        | 3     | 3        | 11.57    | 3.00    |
| MLB：4年 | MLB：4年 | 177   | 0     | 0     | 0     | 0        | 8     | 11    | 0        | 22          | .421  | 759   | 172.1    | 178      | 14          | 72       | 9     | 13       | 108      | 10    | 2        | 96    | 90       | 4.70     | 1.45    |

### 背番号
- 31（2010年 - 2012年）
- 68（2013年 - 同年途中）
- 50（2013年途中 - 同年終了）